# Rue Littré
La rue Littré est une voie du 6e arrondissement de Paris, en France.

## Situation et accès
La rue Littré est une voie publique située dans le 6e arrondissement de Paris. Elle débute au 81, rue de Vaugirard et se termine au 148, rue de Rennes.
Le quartier est desservi par la ligne de métro 4 à la station Saint-Placide.

## Origine du nom

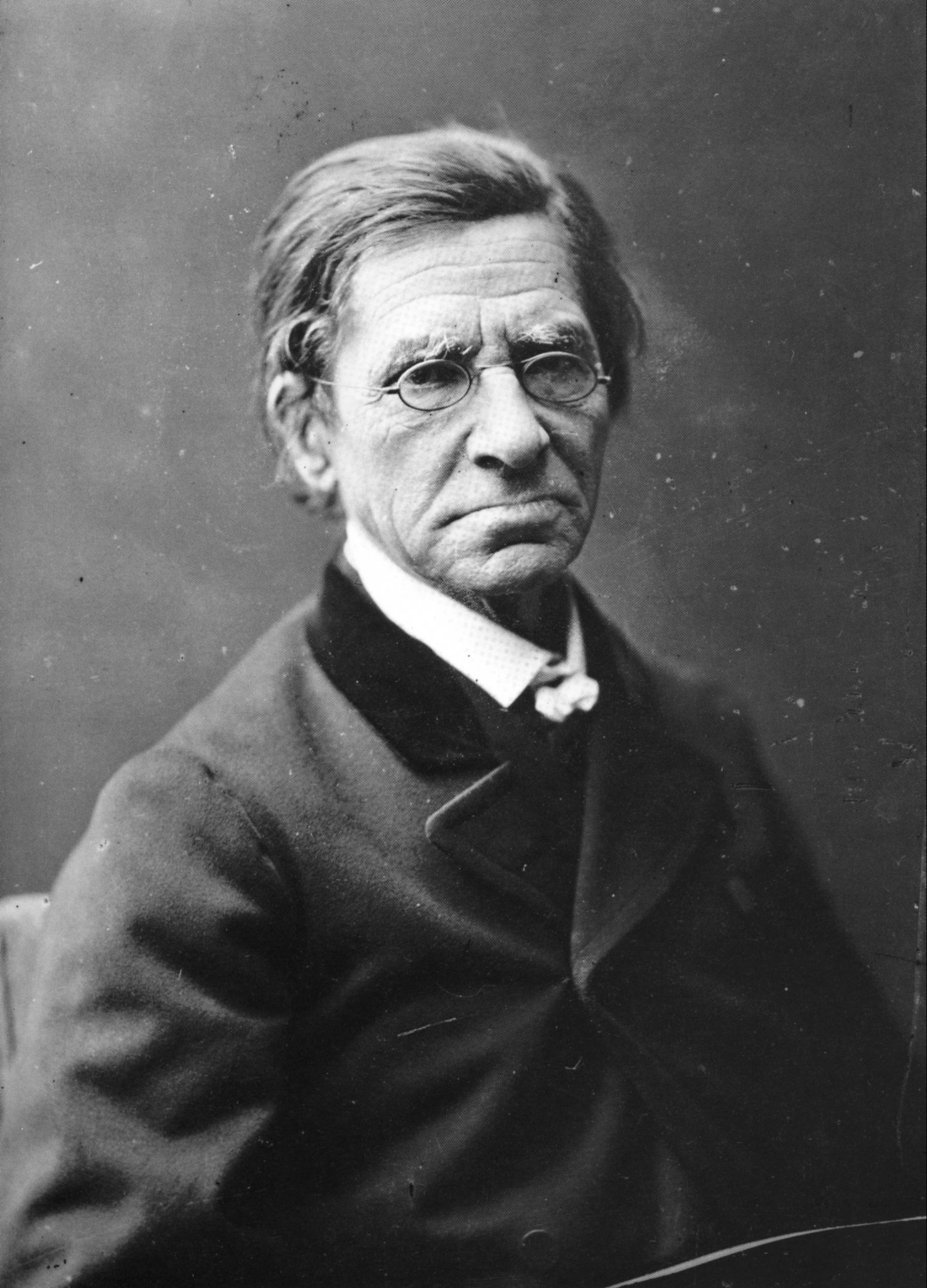
Émile Littré.

Elle porte le nom d'Émile Maximilien Littré (1801-1881), savant et érudit, auteur d'un grand Dictionnaire de la langue française.

## Historique
Cette voie est ouverte par la Société foncière lyonnaise en 1881. Elle est classée dans la voirie parisienne par un décret du 10 juillet 1882 et prend sa dénomination actuelle par un arrêté du 28 août 1882.

## Bâtiments remarquables et lieux de mémoire

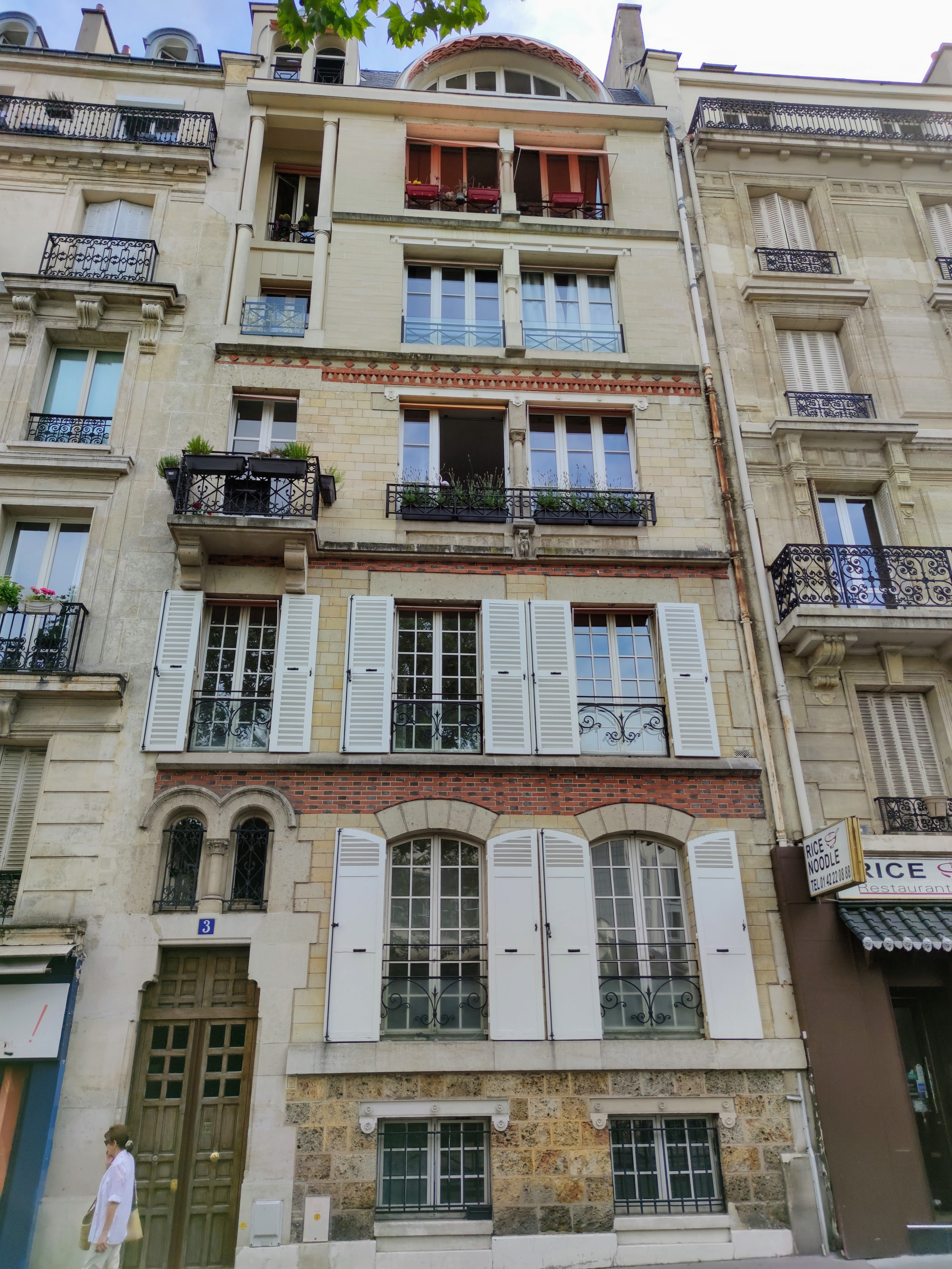
No 3.

- No 1 : l'écrivaine féministe Kate Millett y résidait tous les étés dans la dernière partie de sa vie.
- No 2-6 : école maternelle et élémentaire publique Littré.
- No 3 : immeuble dont le permis de construire date de 1882, édifié par la Société de construction de la rue Littré[2]. L’architecte André-Félix Narjoux (1867-1934) y a longtemps habité et y est décédé[3].
- No 6 : à l'origine, école maternelle, école primaire de filles décorée a fresco[4], puis école primaire de garçons. Elle devient en 1926 l'École de photographie et cinématographie de la rue de Vaugirard, aujourd'hui École nationale supérieure Louis-Lumière, dont la première rentrée des élèves s'effectue en octobre 1927[5].
- No 10 : Charles Merveilleux du Vignaux y a vécu dans sa jeunesse[6]. L’écrivain franco-tchèque Milan Kundera et sa femme Vera Hrabankova ont dans la rue, au début des années 1980, leur premier appartement parisien[7],[8]. Jacques-Pierre Amette, écrivain et critique littéraire, raconte s’être rendu chez Kundera, à son invitation, « dans un appartement sous les toits, rue Littré. Là encore, des étagères en bois blanc, un espace nu, des éditions de ses auteurs préférés souvent en langue allemande : Robert Musil, son cher Hermann Broch, Thomas Mann bien sûr, et Kafka. L’endroit faisait assez spartiate, sans aucune recherche, et frappait par quelque chose de provisoire comme si, pas loin, les valises étaient encore là. Il y avait de ses dessins aux murs qui me semblaient d’une inspiration assez surréaliste et joueuse »[9].